# Karl Theobald Schönfeld
Karl Theobald Schönfeld (auch Carl) (* 29. April 1836 in Wöllstein; † 1. September 1917 in Schotten) war ein hessischer Beamter, Politiker (NLP) und Abgeordneter der Zweiten Kammer der Landstände des Großherzogtums Hessen.

## Familie
Karl Theobald Schönfeld war der Sohn des evangelischen Pfarrers Philipp Schönfeld und dessen Frau Caroline, geborene Maier. Karl Theobald Schönfeld blieb unverheiratet.

## Karriere
Karl Theobald Schönfeld studierte Rechtswissenschaft und wurde Regierungsakzessist. 1868 erhielt er eine besoldete Stelle als Assessor beim Kreis Grünberg, 1874 beim Kreis Büdingen und 1876 beim Kreis Dieburg. 1882 wurde er Kreisrat im Kreis Lauterbach und 1887 im Kreis Schotten. 1911 wurde er pensioniert.

## Weitere Engagements
Von 1892 bis 1902 gehörte er während des 27. bis 31. Landtags der Zweiten Kammer der Landstände an. Er wurde für den Wahlbezirk Oberhessen 6/Grünberg gewählt.

## Ehrungen
- 1896 Geheimer Regierungsrat[1]
- 1901 Ehrenkreuz des Verdienstordens Philipps des Großmütigen[2]
- 1909 Komturkreuz II. Klasse des Verdienstordens Philipps des Großmütigen[2]
- 1911 Krone zum Komturkreuz II. Klasse des Verdienstordens Philipps des Großmütigen[2]
- Ehrenbürger von Schotten[2]